# Miłonka
Miłonka – rzeka, prawy dopływ Ochni o długości 20,74 km. 
Wypływa w okolicy wsi Mazew-Kolonia i kieruje się na północ. Płynie między innymi przez miejscowości Rzędków, Cudniki, Wymysłów, Miłonice, Zosinek. Następnie od strony południowej opływa miasto Krośniewice, po czym w okolicach wsi Iwiczna przepływa pod drogą krajową nr 92 i kilka kilometrów dalej wpada do Ochni.